# Calligrafia araba

La firma stilizzata (tughra) del sultano Maḥmūd II dell'Impero ottomano fu scritta in un intreccio calligrafico particolare. Il testo dice: Maḥmūd Khān, figlio di ʿAbd al-Ḥamīd, il Sempre Vittorioso.

L'arte calligrafica araba è l'arte di scrivere in maniera codificata ed esteticamente ricercata usando l'alfabeto arabo o alfabeti di sua derivazione (persiano, turco osmanli, ecc.). L'arte della calligrafia è particolarmente considerata nell'Islam, ed è per questo che alcuni usano parlare anche di calligrafia islamica.
Non bisogna però dimenticare che, se la scrittura è stata un mezzo importante per la preservazione e la diffusione del Corano, la calligrafia araba ha storicamente trovato vasto uso anche in ambiti non strettamente religiosi, come ad esempio l'elaborazione di sigle calligrafiche per usi di cancelleria.
Durante tutta la storia dell'Islam, il lavoro dei calligrafi venne ricercato e apprezzato. Data la convinzione che l'arte figurativa fosse una forma di idolatria, la calligrafia e le rappresentazioni astratte divennero i principali mezzi di espressione artistica nelle culture islamiche.
La calligrafia araba, persiana e turco-ottomana è strettamente collegata con l'arte geometrica islamica (l'arabesco): i disegni sulle mura e sulle pareti delle moschee trovano corrispondenza con quelli sulle pagine. Gli artisti contemporanei del mondo islamico sfruttano tuttora l'eredità dell'arte calligrafica per inserire iscrizioni o figure astratte nelle loro opere, o per creare opere calligrafiche vere e proprie.

## Il ruolo della scrittura nella cultura islamica

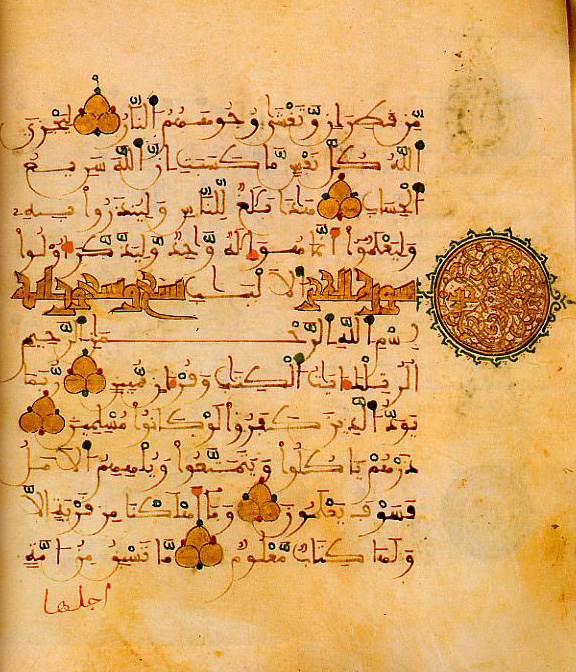
Pagina di un Corano del XII secolo scritto in stile andaluso.

La scrittura, nella cultura islamica, non riflette qualcosa della realtà della parola, ma è al contrario un'espressione visibile dell'arte più alta di tutte, l'arte del mondo spirituale. La calligrafia, probabilmente, è divenuta la forma più venerata di arte islamica, tra altre cose perché attua un collegamento fra le lingue dei paesi islamici che si basano sull'arabo e la religione dell'Islam. Il testo sacro dell'Islam, il Corano, ha svolto un ruolo molto importante nello sviluppo e nell'evoluzione della lingua araba e, per estensione, della calligrafia nell'alfabeto arabo. Proverbi e interi passi del Corano sono ancora fonti di ispirazione per i calligrafi islamici. L'alfabeto arabo consta di 28 lettere e 18 forme diverse di scrittura.

## Scritture calligrafiche

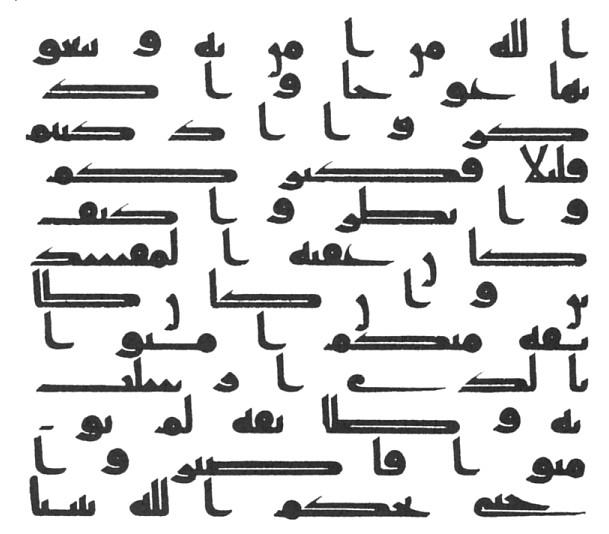
Scrittura cosiddetta cufica (oggi si preferisce higiazena).
Pagina da un Corano del VII secolo del cosiddetto "canone di ʿUthmān" (si noti il rasm senza vocali).

I vari stili calligrafici arabi possono dividersi in due gruppi:
- le scritture cufiche, dai caratteri spigolosi
- le scritture corsive, dai caratteri più arrotondati.

Questa distinzione è comunque generica e discutibile: nella pratica i due sistemi possono coesistere, con numerose varianti.
La più semplice e la più antica scrittura è quella ḥijāzī, corsiva, senza segni diacritici: le vocali brevi sono raramente indicate, con brevi trattini. Risale alla fine del VII e all'VIII secolo, e si ritrova nelle prime copie del Corano e nelle iscrizioni lapidee.
Il primo stile a raggiungere una certa diffusione fu la scrittura cufica (IX secolo), angolosa, spigolosa, fatta di tratti orizzontali diritti e corti, tratti verticali lunghi e circoli spessi e compatti. Essa fu per tre secoli la scrittura più usata per trascrivere il Corano. Il suo aspetto rigido e statico la rendeva anche ideale per le iscrizioni monumentali ed epigrafiche. Col tempo si svilupparono anche molti riccioli, abbellimenti, piccole decorazioni aggiunte a ciascun carattere per ingentilirli.
Più usata, per la scrittura corrente e quotidiana, era la scrittura corsiva naskh, con tratti più rotondi e sottili. Il sempre maggiore perfezionamento di questo stile portò infine a preferirlo al cufico per la scrittura del Corano. Oggi, nella maggior parte dei casi, ai bambini viene insegnata dapprima la scrittura naskh, e solo in seguito vengono introdotti alla scrittura riq'a. Quasi tutto il materiale stampato in arabo è scritto in naskh, più chiaro e semplice da decifrare.
Nel XIII secolo, la funzione ornamentale svolta in precedenza dalla scrittura cufica venne assolta dalla scrittura thulth, che significa "un terzo" (erroneamente spesso chiamata thuluth): il principio su cui si basa questa scrittura è che le consonanti che non hanno uno sviluppo verticale sono alte un terzo di queste. Pertanto, tale stile presenta un aspetto molto corsivo e ampie curve.
Quando l'Impero persiano si convertì all'Islam (643-650), i Persiani adottarono la calligrafia araba per la loro lingua, il persiano. Essi introdussero le scritture ta'liq e nasta'liq: quest'ultima è accentuatamente corsiva, con aste orizzontali particolarmente lunghe e aste verticali che, contrariamente al solito, tendono a destra invece che a sinistra, il che rende la scrittura nastaʿliq molto scorrevole e utile a riempire le tre fasce scrittorie: quella centrale consonantica e quella superiore e inferiore, utile ad accogliere anche le vocali (harakāt ) e gli altri segni accessori, al fine di sfuggire all'horror vacui che sembra affliggere i calligrafi, come in genere gli artisti. I Persiani svilupparono inoltre uno stile chiamato shekaste ('rotto', in persiano): lo shekasteh nasta'liq è stato però usato molto raramente per la scrittura di testi in arabo.
La scrittura diwani è una corsiva nata durante il regno dei primi Turchi ottomani (XVI-inizio XVII secolo). Creata da Housam Roumi, raggiunse la sua massima diffusione durante il regno di Solimano il Magnifico (1520-1566). Molto decorativa ed elegante, la scrittura diwāni si caratterizza per la complessità delle linee all'interno delle lettere e per la serrata giustapposizione delle lettere all'interno della parola.
Una variante della diwani, la scrittura diwani al-jali, è caratterizzata dall'abbondanza di segni diacritici e ornamentali.
Infine, la scrittura più comune e usata è la riq'a. Semplice da tracciare, i suoi movimenti sono piccoli e essenziali: viene considerata uno sviluppo della scrittura naskh, ed è la seconda ad essere insegnata ai bambini nelle scuole.
In Cina si è sviluppata la scrittura sini, con evidenti influenze della calligrafia cinese, anche per l'utilizzo di un pennello di crine di cavallo al posto della consueta penna di canna. Un moderno utilizzatore di questo stile è il Hajji Noor Deen Mi Guangjiang.

## Calligrammi

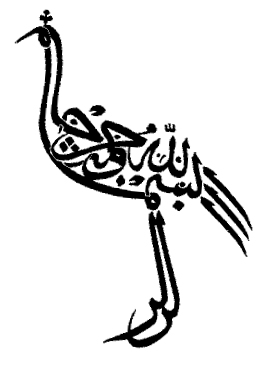
Calligramma arabo dalla forma di uccello, composto con la basmala

La calligrafia ha anche i suoi aspetti figurativi: intrecciando le parole scritte, come Allah, Muhammad, Bismillah, ecc., o utilizzando la micrografia, i calligrafi realizzavano figure antropomorfe (ʿAlī, l'Uomo Ideale dei mistici Sufi, un uomo orante, un volto), zoomorfe (creature simboliche, soprattutto tratte dall'iconografia sciite, come il leone - Duldul, mulo di Muhammad -, il mulo - Duldul di Muhammad -, pesci, la cicogna o altri uccelli - l'Hudhud del Corano) e oggetti inanimati (una spada - Dhu l-Fiqar -, una moschea, una nave, realizzata con la lettera e congiunzione grammaticale araba waw, simbolo di unione mistica). I calligrammi, strettamente connessi alla mistica musulmana, furono molto popolari in Turchia, Persia e India dal XVII secolo in poi.
Nell'insegnamento della calligrafia, l'immaginario figurativo è utile per visualizzare meglio la forma delle lettere da tracciare: ad esempio, l'iniziale ha' somiglia, nello stile nasta'liq, a due occhi, come suggerisce il suo nome in persiano, "ha' due occhi" he' do tcheshm). Nella letteratura e in poesia, l'espediente di vedere nelle lettere un riflesso del mondo naturale risale all'epoca degli Abbasidi.
Uno dei maestri contemporanei della scrittura di calligrammi è Hassan Massoudy; un buon esempio di calligramma moderno è il logo del canale televisivo Al Jazeera.

## Strumenti e supporti

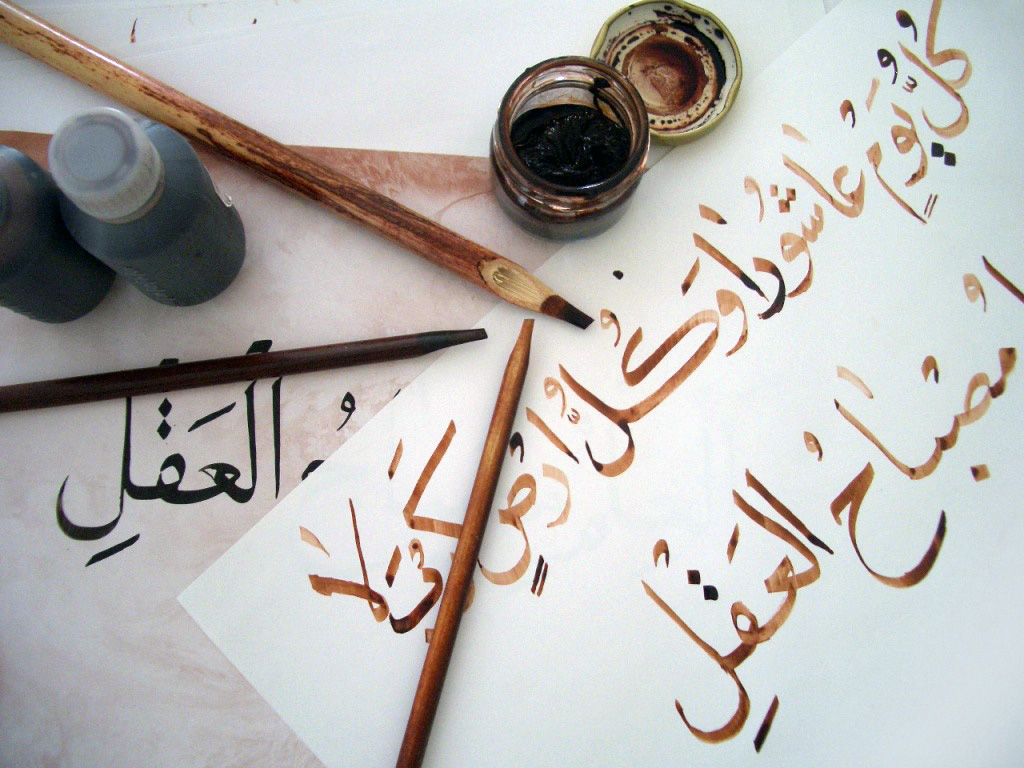
Gli strumenti e l'opera di uno studente calligrafo.

Lo strumento tradizionale del calligrafo arabo è il qalam, una penna di canna secca; l'inchiostro è spesso colorato, e con grandi variazioni di intensità, in modo che le parti più grandi della composizione risultino essere molto dinamiche.
Nel tempo venne utilizzata una grande varietà di supporti. Prima dell'avvento della carta, ci si serviva di papiro e pergamena. L'affermazione del supporto cartaceo, che nei territori musulmani avvenne ben prima che in Occidente, rivoluzionò l'arte della calligrafia: mentre le biblioteche dei contemporanei monasteri europei potevano conservare al massimo poche dozzine di codici, le biblioteche del mondo arabo contenevano normalmente centinaia, e persino migliaia di libri.
Ma un altro supporto comune furono le monete. A partire dal 692, il califfato islamico trasformò lo stile di coniazione di monete del Vicino Oriente, passando da immagini figurative a parole: è il caso dei dinar, o delle monete in oro di grande valore. In genere, sulle monete erano iscritti versetti coranici.
Verso il X secolo, nella Persia ormai convertita all'Islam nacque l'uso di scrivere iscrizioni su tessuti di seta decorati; queste stoffe con iscrizioni erano così preziose che i crociati occidentali le riportarono in Europa come bottino di guerra: ne è un esempio il cosiddetto "sudario di San Josse", usato per avvolgere le ossa di San Giudoco nell'abbazia di Saint-Josse-sur-Mer, presso Caen, nella Francia nord-occidentale.

## Galleria d'immagini

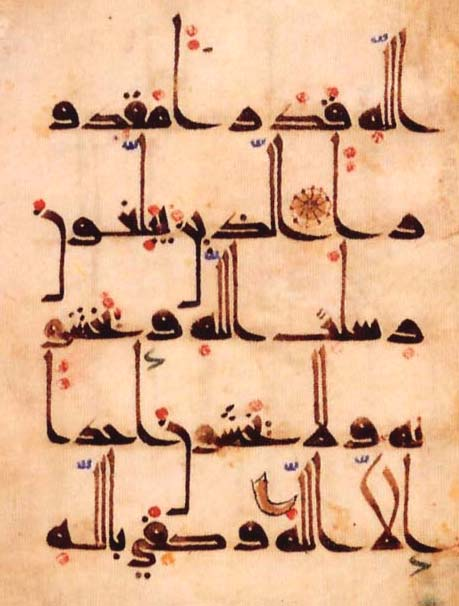
Pagina del Corano in cufico antico, IX sec.
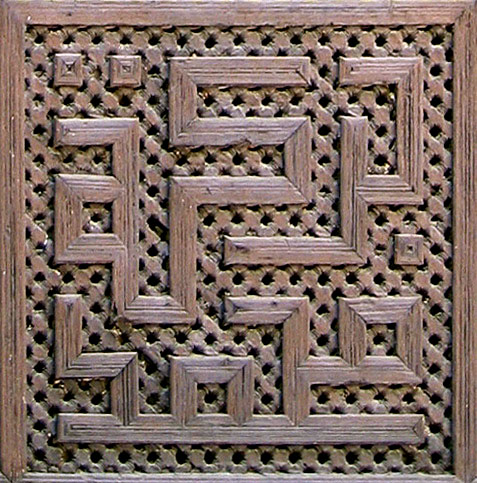
Iscrizione in cufico geometrico nella madrasa (scuola coranica) Bou Inania di Meknès, Marocco: بركة محمد ("Sia benedetto Muhammad")
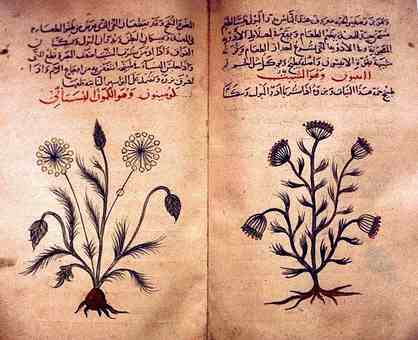
Esempio di scrittura naskh in un trattato di medicina del XIV secolo
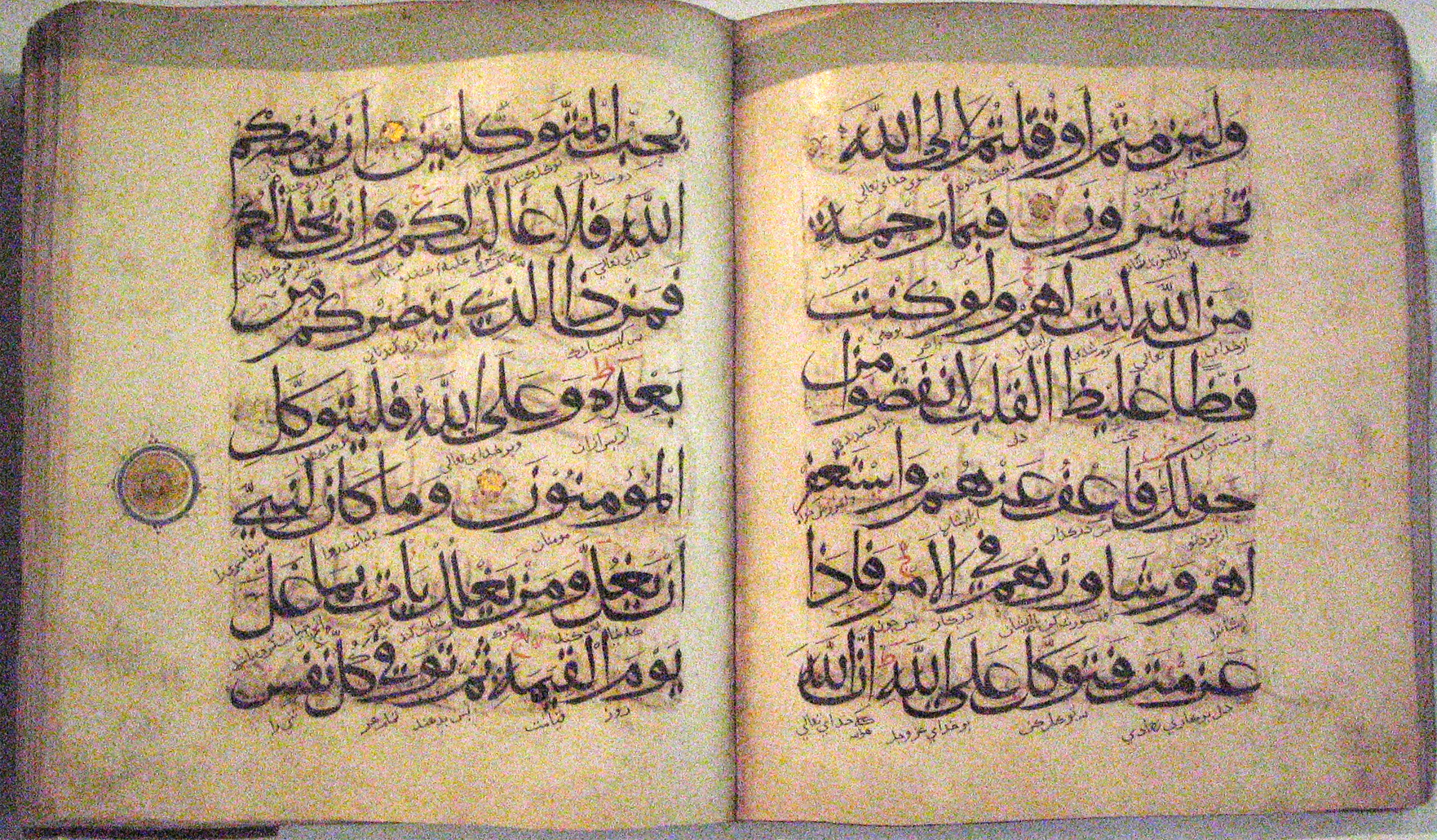
Esempio di scrittura muhaqqaq in un Corano tradotto in persiano, Teheran, Museo Nazionale dell'Iran
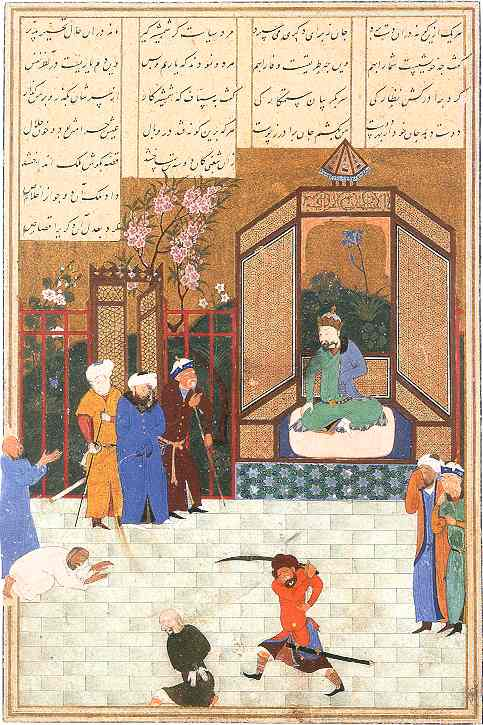
Esempio di scrittura nasta'liq in un testo miniato da Kamāl ud-Dīn Behzād, XV secolo
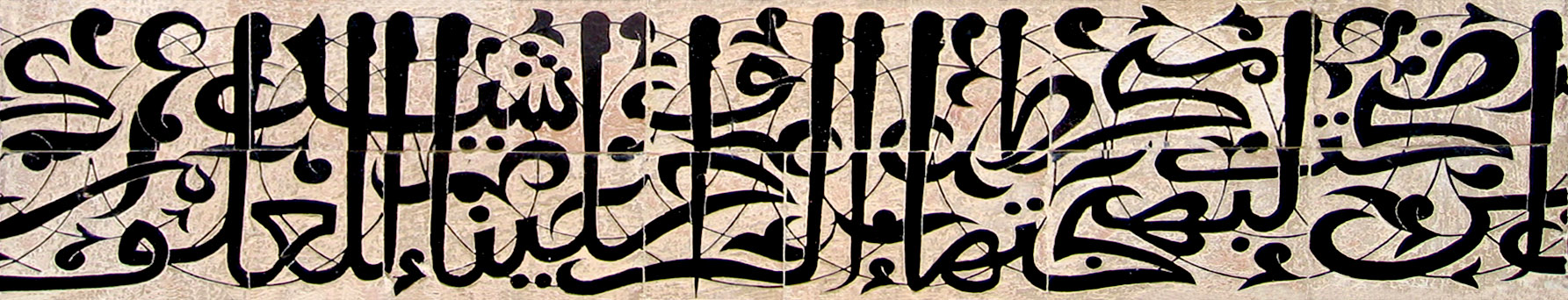
Calligrafia corsiva su ceramica
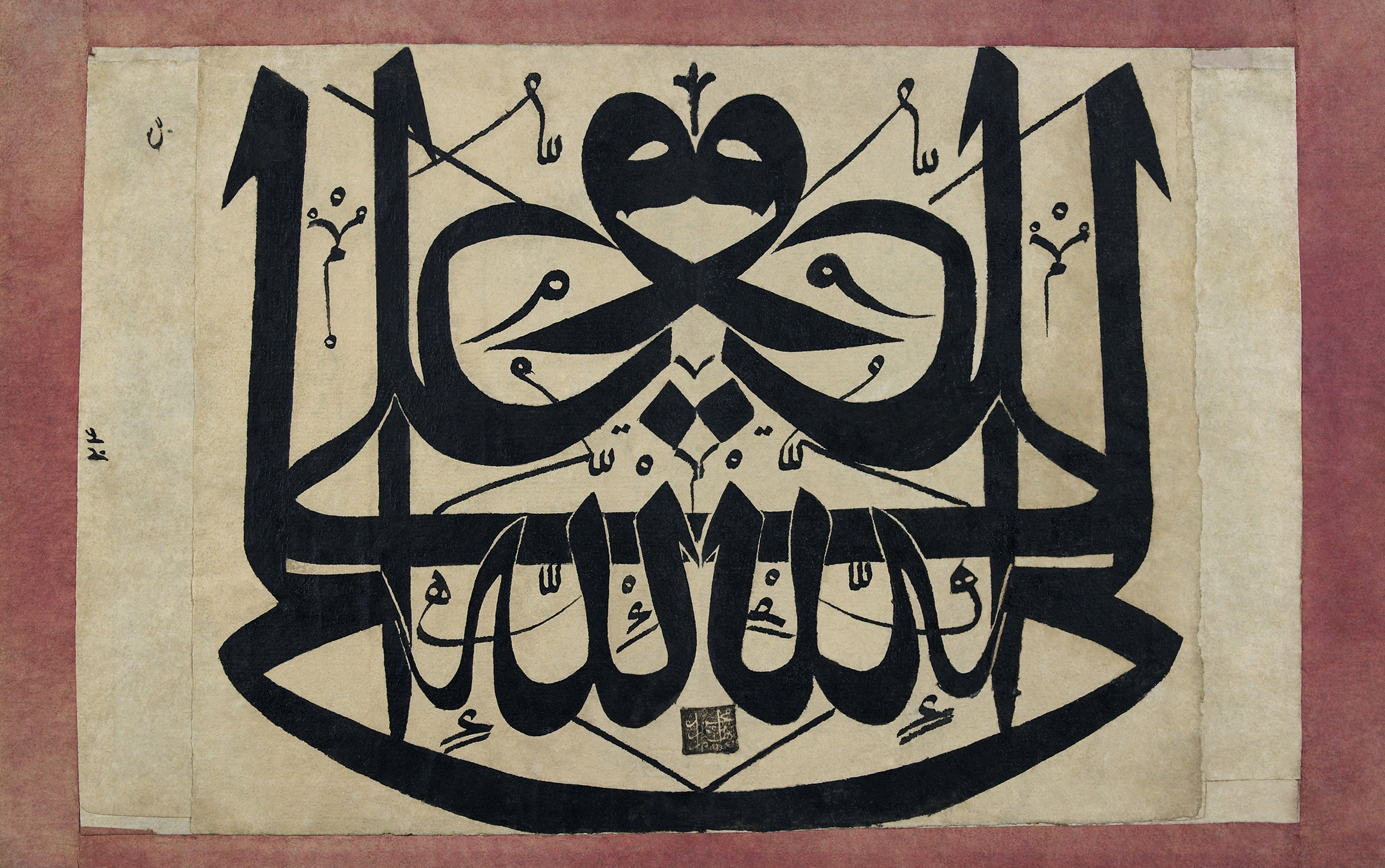
Scritta speculare ove si può leggere "ʿAlī walī Allāh" (ʿAlī "amico" di Dio).